# 千丁駅
千丁駅（せんちょうえき）は、熊本県八代市千丁町吉王丸にある、九州旅客鉄道（JR九州）鹿児島本線の駅である。

## 歴史

### 年表
- 1926年（大正15年）6月1日：鉄道省の駅として開設[2]。
- 1970年（昭和45年）9月1日：貨物及び荷物扱い廃止[3]。無人駅化[4]。
- 1987年（昭和62年）4月1日：国鉄分割民営化によりJR九州が承継[2]。
- 2012年（平成24年）12月1日：交通系ICカードSUGOCA対応[5]。
- 2015年（平成27年）3月14日：ダイヤ改正でプラットホームに「のりば番号」が新設。

### 駅名の由来
開業時の地名（八代郡千丁村）が由来。
千丁村は八代郡古閑出村・新牟田村・吉王丸村・大牟田村の4村が合併して成立した村だが、この4村の面積の合計が千町歩（約9.9平方キロ）に近かったために「千丁」と命名されたという。

## 駅構造

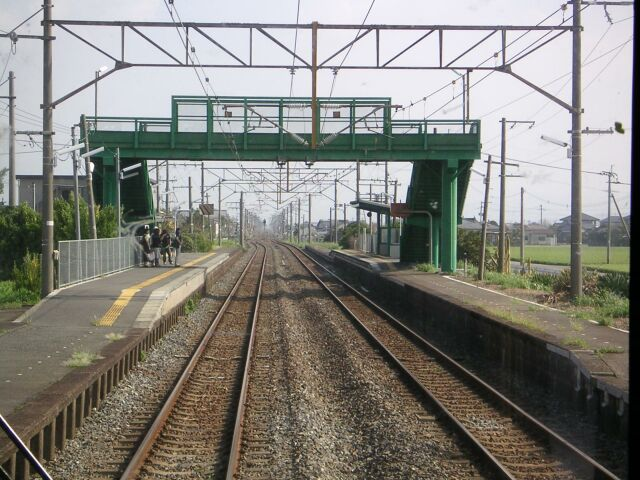
ホーム（2004年9月）

相対式ホーム2面2線を有する地上駅。互いのホームは跨線橋で連絡している。
無人駅であるが、近距離きっぷ用自動券売機が設置されている。また、朝と昼の時間帯は駅員が臨時配置されることがある。

### のりば
| のりば | 路線        | 方向 | 行先             |
| ------ | ----------- | ---- | ---------------- |
| 1      | ■鹿児島本線 | 上り | 熊本・大牟田方面 |
| 2      | ■鹿児島本線 | 下り | 八代方面         |

※ 2015年（平成27年）3月改正時点。

## 利用状況
1日平均乗車人員及び乗降人員の推移は以下の通り。
| 年度   | 1日平均 乗車人員 | 1日平均 乗降人員 |
| ------ | ---------------- | ---------------- |
| 2000年 | 402              | 823              |
| 2001年 | 378              | 765              |
| 2002年 | 399              | 810              |
| 2003年 | 390              | 804              |
| 2004年 | 298              | 617              |
| 2005年 | 270              | 551              |
| 2006年 | 272              | 545              |
| 2007年 | 285              | 566              |
| 2008年 | 286              | 567              |
| 2009年 | 270              | 538              |
| 2010年 | 270              | 539              |
| 2011年 | 267              | 533              |
| 2012年 | 256              | 504              |
| 2013年 | 263              | 516              |
| 2014年 | 256              | 502              |
| 2015年 | 270              | -                |

## 駅周辺

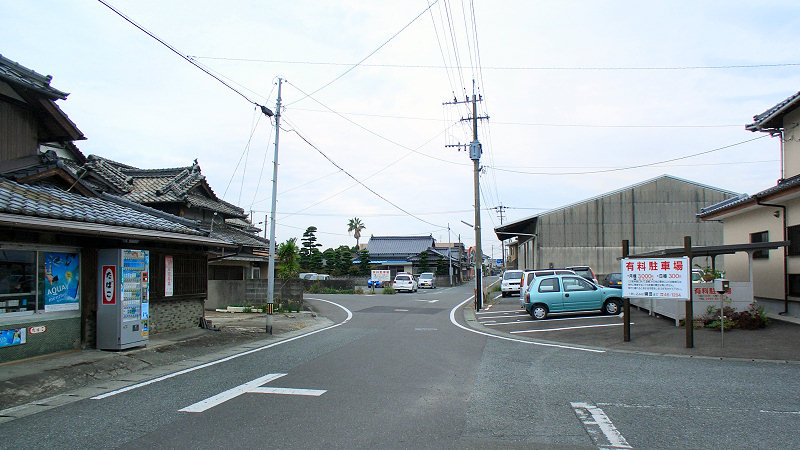
駅前

西側は田畑と住宅が混在しているが、東側の駅裏にはイグサ畑が広がっている。また、当駅南側約1 Km程の地点に九州新幹線へのアプローチ線が存在する。
- 熊本県道245号共栄千丁停車場線
- 熊本県道246号千丁停車場興善寺線
- 八代市役所千丁支所（旧・千丁町役場）
- 千丁郵便局

## 隣の駅
九州旅客鉄道（JR九州）
■鹿児島本線
■区間快速・■普通
有佐駅 - 千丁駅 - 新八代駅